# Анастомоз Блелока-Тауссіг
Анастомоз Блелока-Тауссіг (англ. Blalock-Taussig shunt), або Системно-легеневий анастомоз (англ. Systemic-to-pulmonary shunt) — кардіохірургічна операція.

## Історія
| 1944 | Американський хірург Альфред Блелок (Alfred Blalock) у тісній співпраці з американським кардіологом Хелен Тауссіг (Helen Brooke Taussig) провів першу у світі успішну паліативну кардіохірургічну операцію 15-місячній дівчинці з тетрадою Фало, приєднавши ліву підключичну артерію до лівої легеневої артерії за допомогою анастомоза «кінець в кінець» (англ. «end-to-end» anasthomosis), тим самим змусивши кров від лівого шлуночка потрапляти у мале коло кровообігу. Операцію пізніше було названо Анастомоз Блелока-Тауссіг. |
| 1962 | Німецький лікар Кліннер (Klinner) запропонував протезний кондуїт між правою підключичною артерію та правою легеневою артерією. Операцію пізніше було названо Модифікований Анастомоз Блелока-Тауссіг. |